# Kalba FC
Al Ittihad Kalba Club – emiracki klub piłkarski z siedzibą w mieście Kalba. W sezonie 2020/2021 gra w UAE League.

## Opis
Klub został założony w 1972. Trzykrotnie zdobywał mistrzostwo kraju. Zespół gra na Ittihad Kalba Club Stadium, który może pomieścić 6000 widzów. Od 12 października trenerem jest Jorge da Silva.